# Stor-Hamptjärnen, Ångermanland
Stor-Hamptjärnen är en sjö i Sollefteå kommun i Ångermanland och ingår i Ångermanälvens huvudavrinningsområde. Sjöns area är 0,018 kvadratkilometer och den befinner sig 282 meter över havet.